# Arklow-C-Klasse

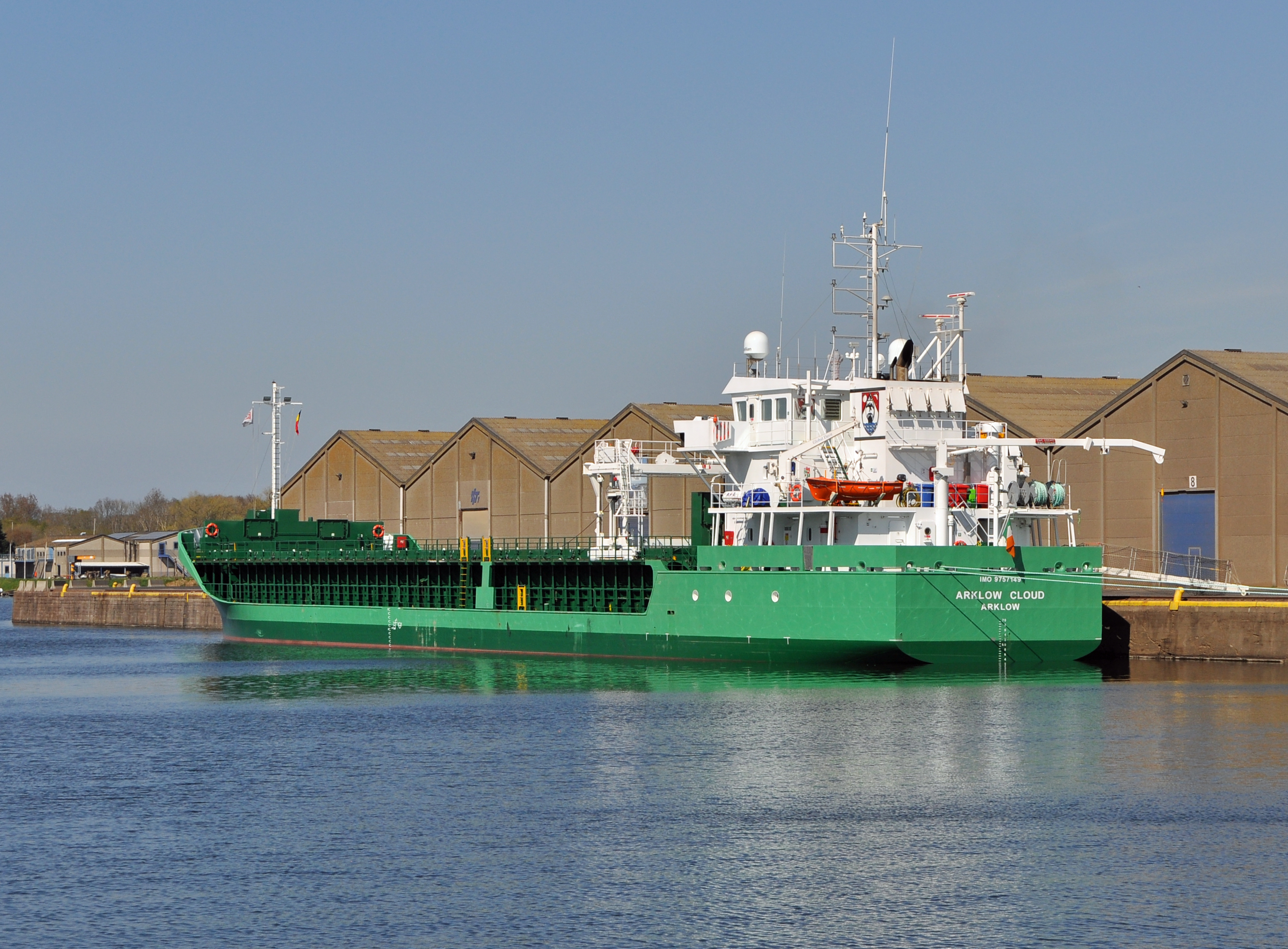
Arklow Cloud (abgeliefert 2022)

Die Arklow-C-Klasse ist eine aus zehn Einheiten bestehende Küstenmotorschiffsklasse. Die Schiffe wurden von der niederländischen Werft Ferus Smit für die irische Reederei Arklow Shipping gebaut.

## Beschreibung
Die Schiffe werden von einem Viertakt-Sechszylinder-Dieselmotor des Herstellers Caterpillar angetrieben. Die Motoren des Typs MaK 6M25 verfügen über 1.740 kW Leistung und wirken über ein Untersetzungsgetriebe auf einen Verstellpropeller mit Kortdüse. Die Schiffe erreichen damit rund 11 kn. Für die Stromerzeugung stehen zwei Dieselgeneratoren mit jeweils 166 kW Leistung (208 kVA Scheinleistung) sowie ein Wellengenerator mit 340 kW Leistung (425 kVA Scheinleistung) zur Verfügung. Als Notgenerator dient ein Dieselgenerator mit 80 kW Leistung (100 kVA Scheinleistung). Die Schiffe sind mit einem Bugstrahlruder mit 275 kW ausgestattet.
Das Deckshaus befindet sich im hinteren Bereich der Schiffe. Es verfügt über vier Decks. Vor dem Deckshaus befindet sich der Laderaum, der 59,8 m lang, 12,6 m breit und 8,5 m hoch ist. Der Laderaum ist boxenförmig. Lediglich im vorderen Bereich verjüngt er sich auf rund 10 m Länge. Der Laderaum wird mit Stapellukendeckeln verschlossen, die mithilfe eines Lukenwagens bewegt werden können. Die Schiffe sind mit zwei Schotten ausgestattet, die an elf Positionen errichtet werden können. Der Laderaum ist 6.130,6 m³ groß. Die Tankdecke kann mit 15 t/m², die Lukendeckel können mit 1,75 t/m² belastet werden.
Die Schiffe verfügen über eine spitz zulaufende Bugform ohne Wulstbug, die zu einem verringerten Wasserwiderstand und damit geringeren Treibstoffbedarf führen soll. Der Rumpf der Schiffe ist eisverstärkt (Eisklasse 1A).

## Schiffe
| Arklow-C-Klasse | Arklow-C-Klasse | Arklow-C-Klasse | Arklow-C-Klasse                     | Arklow-C-Klasse            |
| Bauname         | Baunummer       | IMO-Nummer      | Stapellauf Ablieferung              | Spätere Namen und Verbleib |
| --------------- | --------------- | --------------- | ----------------------------------- | -------------------------- |
| Arklow Cadet    | 424             | 9757084         | 9. Juni 2016 14. Juli 2016          | 2025: Vermland             |
| Arklow Cape     | 425             | 9757096         | 21. Oktober 2016 18. November 2016  |                            |
| Arklow Castle   | 426             | 9757101         | 12. Januar 2017 17. Februar 2017    |                            |
| Arklow Clan     | 427             | 9757113         | 7. April 2017 12. Mai 2017          |                            |
| Arklow Cliff    | 428             | 9757125         | 30. Juni 2017 27. Juli 2017         |                            |
| Arklow Clipper  | 429             | 9757137         | 10. September 2021 15. Oktober 2021 |                            |
| Arklow Cloud    | 430             | 9757149         | 17. Dezember 2021 28. Januar 2022   |                            |
| Arklow Coast    | 431             | 9757151         | 26. März 2022 29. April 2022        |                            |
| Arklow Cove     | 432             | 9757163         | 11. Juni 2022 15. Juli 2022         |                            |
| Arklow Crest    | 436             | 9771468         | 30. September 2022 4. November 2022 |                            |

Die Schiffe fahren unter irischer Flagge mit Heimathafen Arklow.